# Gare d'Iwatsuki
La gare d'Iwatsuki (岩槻駅, Iwatsuki-eki) est une gare ferroviaire japonaise située à Saitama dans la préfecture de Saitama. Elle est gérée par la compagnie Tōbu.

## Situation ferroviaire
La gare d'Iwatsuki est située au point kilométrique (PK) 8,5 de la ligne Tōbu Urban Park.
Elle est composée de 6 voies dont 3 donnent sur un quai, permettant les rebroussements ou les dépassements.
La voie la plus au sud s'arrête au droit du quai côté sud dans le même axe. Elle  sert de zone de rebroussement et de parking pour les trains de maintenance des voies. Les 3 voies suivantes sont les voies de service commerciales avec de multiples aiguillages permettant des commutations des trains dans differents trajets.
Les deux voies côté nord sont des voies de stockage de rames, uniquement reliées côté est vers Kasukabe  aux voies de services. L'une fait 330m environ permettant de garer 2 formations de 6 voitures ,et la plus au nord ,200m environ, suffisant pour un train a 10 voitures.
Toutes les voies sont électrifiées sur toute la longueur en 1500V continu.

## Histoire
La gare a été inaugurée le 17 novembre 1929 (Showa 4) sur la ligne Tōbu noda comme gare de Iwatsukichō. La compagnie s'appelait le chemin de fer d'Hokusō.Quelques jours après ,la compagnie prend le nom de Chemin de fer de Sōbu(rien a voir avec la ligne JR Sobu),.
En 1939 le nom actuel est choisi pour la gare à la suite de l'arrêt de l'exploitation de la ligne du chemin de fer de Bushū,ligne plus ancienne que la ligne Noda et qui avait nommé la gare iwatsukicho.
À partir de  mars 1944 la Tōbu reprend l'exploitation de la ligne Noda en absorbant la compagnie du chemin de fer Sōbu.
Elle sera agrandie durant les années 60/70 avec l'ajout de voies supplémentaires. En 2008 la mélodie de départ est installée en gare, et en 2009 la gestion de la station est transférée a une filiale de la Tōbu: la Tōbu station service. En 2011 le symbole TD06 est décidé.
Entre 2015 et 2017 la rénovation de la gare a eu lieu. Les quais sont allongés et remis a neufs en 2015, les ascenseurs sont installés en 2016 ,durant la reconstruction du bâtiment de la gare, ainsi que durant la création du pont passerelle intégré a la gare ,qui se finira en 2016.En 2017,enfin , l'accès nord est ouvert avec la création d'une boucle routière permettant le dépose minute et les arrêts de bus.
Elle compte le plus grand nombre de passagers quotidiens parmi les gares de la ligne Noda qui n'ont pas de correspondance avec d'autres lignes (7e place sur la ligne sans distinction) avec 32 821 passagers/jour. À son apogée, ce nombre dépassait les 40 000, mais depuis 2004, il est resté stable autour de 35 000.
Jusqu'en 2011, ce nombre était supérieur à la station Shin-Kamagaya , qui est une station en correspondance , mais en 2012, Iwatsuki est dépassée par cette station .

## Plans futurs
Il existe un projet qui vise a prolonger la ligne Ligne Saitama Railway depuis son terminus actuel Urawa-Misono à Iwatsuki (environ  7km en ligne droite). Cet itinéraire est proche de l'itinéraire du chemin de fer Bushu qui existait avant 1939.

## Services aux voyageurs

### Accès et accueil
La gare dispose d'un bâtiment voyageurs, avec guichet, ouvert tous les jours. Il y a deux accès, de chaque côté des voies (côté nord et côté sud).Une gare routière avec une rue en boucle se situe des deux côtés.
Le passage se fait au dessus des voies à l'intérieur du bâtiment de la gare. La gare fait office de passerelle pour traverser la ligne pour les piétons sans avoir besoin d'un titre de transport ,le corridor central étant libre d'accès et ayant des ascenseurs de chaque côté.
Les quais sont intégralement sous une marquise.
Des parkings vélos et autos sont présents côté nord de la gare.

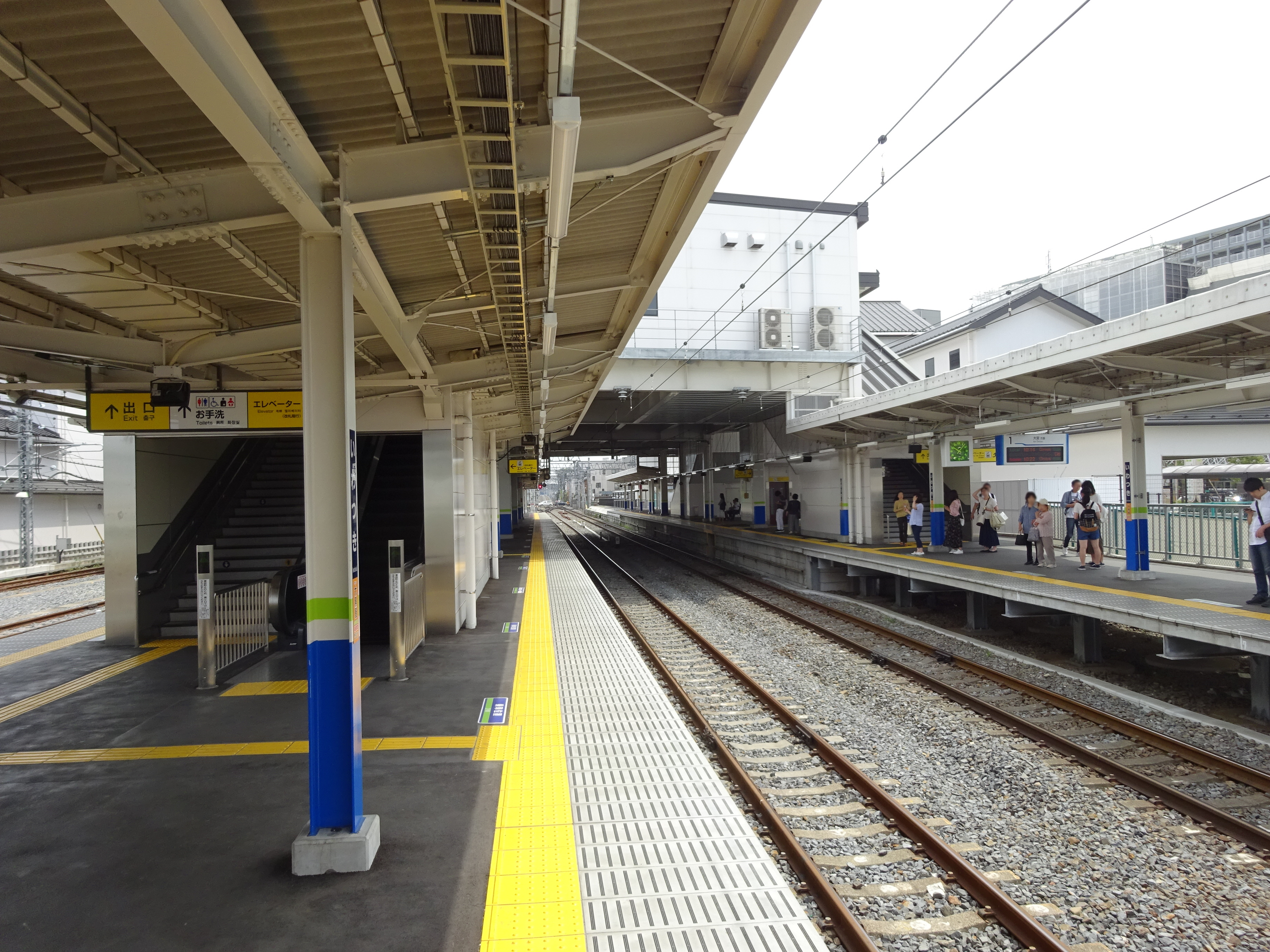
Vue du quai central en 2017

## Autour de la gare
Le côté nord est composé de quelques « condos » (condominiums)  avec parfois des commerces au niveau du RDC. Il y a aussi beaucoup de maisons individuelles signes d'une densité moyenne. Quelques commerces (Family mart /7 eleven entre autres ) et centres commerciaux moyen ,ainsi qu'une clinique privée sont présents.La zone est essentiellement residentielle.
Le côté sud de la gare est le principal, et le plus ancien. La densité est bien plus élevée. Cela débouche sur un centre économique de petite taille étalé sur 3 patés de maisons ,composé de nombreux "Condos" ,d'un Mall (centre commercial de grande taille),et de rues bordées de bâtiments a 2/3 étages dont un magasin au RDC. Il y a ,plus loin de grandes zones résidentielles composées de maisons .

### Desserte
La gare de Iwatsuki est au niveau du sol et est composée de 3 voies avec 2 quais dont un quai central. Cela permet le dépassement des trains locaux omnibus par les Express, Semi Express ou Express limités ou être utilisé comme un terminus intermédiaire.
| 1 | TD Ligne Urban Park : | Ōmiya                                       |
| 2 | TD Ligne Urban Park : | Funabashi・ Ōmiya (quai pour les deux sens) |
| 3 | TD Ligne Urban Park : | Funabashi ・ Kashiwa ・ Kasukabe            |